# Artur de Magalhães Basto
Artur de Magalhães Basto (Porto, 5 de março de 1894 — Porto, 3 de junho de 1960), foi um professor e historiador português.

## Biografia
O historiador portuense, fez os seus estudos na Faculdade de Direito da Universidade de Lisboa, e foi professor de história em diversos colégios e na Faculdade de Letras da Universidade do Porto no período compreendido entre 1923 e 1931.
Artur Magalhães Basto que casou com Maria Luisa Esteves Mendes Correia, além de director do Arquivo Distrital do Porto, chefiou também os serviços culturais da Câmara Municipal do Porto nos anos de 1938 a 1960.
No ano de 1945, por sua iniciativa a revista O Tripeiro começou a ser editada novamente. O historiador passou a dirigir a revista.

## Obras
- O Porto sob a Segunda Invasão Francesa (1929)
- O Porto do Romantismo (1932) [3]
- História da Santa Casa da Misericórdia do Porto (1934)
- Relação ou Crónica breve das cavalarias dos Doze de Inglaterra (1935)
- Poeira dos Arquivos (1935) (Editora - Livraria Escolar "Progredior")
- O Porto Medieval (1940)
- Silva de História e Arte (Notícias Portucalenses) (1945) (Edições Progredior)
- Cronistas e Crónicas Antigas (estudos)
- Fernão Lopes (estudos)
- Crónica de 1419 (estudos)
- Sumário de Antiguidades da mui nobre Cidade do Porto (1942-Edições Progredior-Gaia)